# Астенго, Эдуардо
Эдуа́рдо Асте́нго (исп. Eduardo Astengo; 15 августа 1905, Лима — 3 декабря 1969) — перуанский футболист, полузащитник, участник чемпионата Южной Америки 1929 и чемпионата мира 1930 года.

## Карьера

### Клубная
Эдуардо Астенго играл за клуб «Университарио».

### В сборной
В составе сборной он принял участие в чемпионате Южной Америки 1929, сыграл на турнире три матча, голов не забил.
Через год участвовал в первом чемпионате мира. Вышел на поле в матче против хозяев поля уругвайцев.
| № | Дата           | Место проведения        | Соперник  | Счёт | Голы | Соревнование                 |
| - | -------------- | ----------------------- | --------- | ---- | ---- | ---------------------------- |
| 1 | 3 ноября 1929  | Буэнос-Айрес, Аргентина | Аргентина | 0:3  | —    | Чемпионат Южной Америки 1929 |
| 2 | 11 ноября 1929 | Буэнос-Айрес, Аргентина | Уругвай   | 1:4  | —    | Чемпионат Южной Америки 1929 |
| 3 | 16 ноября 1929 | Буэнос-Айрес, Аргентина | Парагвай  | 0:5  | —    | Чемпионат Южной Америки 1929 |
| 4 | 18 июля 1930   | Монтевидео, Уругвай     | Уругвай   | 0:1  | —    | Чемпионат мира 1930          |

Итого: матчей — 4 / голов — 0; побед — 0, ничьих — 0, поражений — 4